# Жермен Пілон

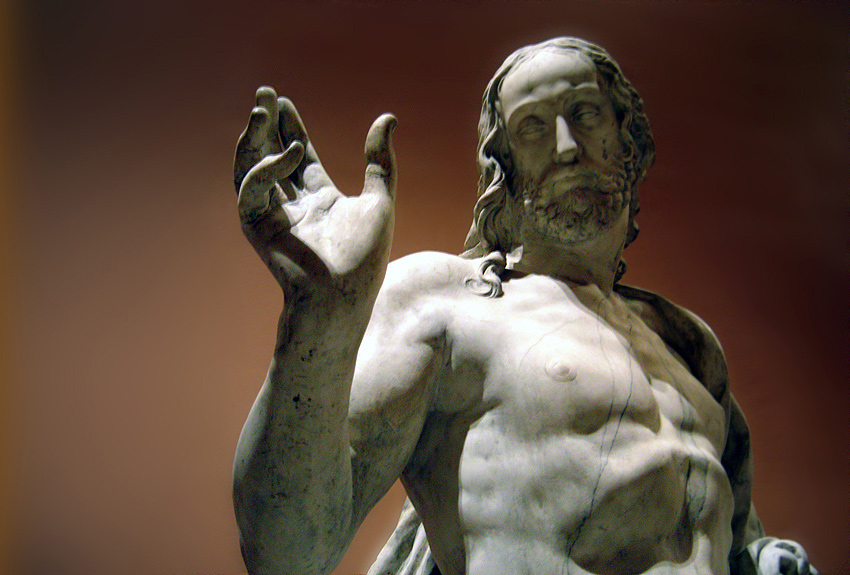
Воскресіння Христа (фрагмент). Лувр, Франція

Жермен Пілон — (фр. Germain Pilon; 1537 - 1590) — французький скульптор.
Мистецтво Жермена Пілона становить славу французької скульптури XVI століття. Проникнення в глибину людських почуттів, композиційна майстерність, сила й точність різця характеризують творчість французького скульптора, ставлять його в ряд великих художників останнього періоду Відродження.
Жермен Пілон народився в 1537 році в паризькому передмісті Сен-Жак, у родині різьбяра по каменю Андре Пілона.

## Особисте становлення митця
Жермен Пілон ще тільки починав навчатися скульптурі, коли Франциска І змінив Генріх ІІ. Франциск І, пристрасний шанувальник і знавець мистецтв, що схилявся перед італійським Відродженням, і його сестра Маргарита Наваррська, покровителька поетів, сприяли процвітанню того, що зараз зветься французьким Ренесансом. Париж став центром впливу на інтелектуальне життя більшості країн Європи.
В 1547 році Франциск І помер, а спадкоємець Генріх ІІ не розділяв його ренесансні спрямування. Для цього були об'єктивні причини: феодальна криза, протиріччя віри, залишки феодального сепаратизму вилилися в релігійні війни. Змінюється й світогляд представників мистецтва. Поступово земне життя втрачає свою красу й радість, підмінюється думками про таємничий загробний світ.
Події у Франції вплинули й на творчість Пілона. Досить згадати, що він створив один із шедеврів пізньої ґотичної скульптури – релігійну за духом «Скорбну Мадонну». Але Пілону був далекий аскетизм, відмова від життєвих благ. Коли був недостатній попит на скульптуру, він зміг одержувати блага з інших джерел. Пілон на певний час «забув» про свою релігійну приналежність. 
У те лихоліття люди шукали опори аж ніяк не в прекрасному. Мистецтво стрімко занепадало. Всупереч усьому кар'єра Пілона була успішною, навіть блискучою. Честолюбний, завзятий, розважливий, він уміло домагався поставлених цілей.
Ім'я двадцятилітнього Жермена вже згадується в документах паризької корпорації ювелірів. Тут він працював модельєром, хоча швидше за все вчителем був батько. У його майстерні він і одержав професійні навички. 

## Служба при дворі короля Франції
Приблизно в цей самий час Пілон влаштовується на службу до двору підсобним майстром-скульптором. Жермен працює в П'єра Бонтана, що виконує прикрасу гробниці Франциска І. Бонтан був своєрідним скульптором і, безсумнівно, вплинув на творчість Пілона. У гробниці Пілону приписується скульптура Купідона, що тримає перевернений смолоскип. 
Через два роки для саду у Фонтенбло, заснованого Марією Стюарт, Пілон вирізує з дерева фігури Меркурія, Марса, Венери і Юнони. У той же час він продовжував співробітництво з ювелірною корпорацією, виконуючи невеликі замовлення. Відомо також, що поряд з іншими декораторами він працював над прикрасою Парижа до в'їзду нового короля Карла ІХ, створюючи скульптури для двох арок на мосту Нотр-Дам. 

### «Три грації»
«Три грації», охоронниці серця Генріха ІІ, були виконані скульптором в 1559-1563 роках. Короля важко поранили під час турніру, і незабаром він помер. Катерина Медічі, бажаючи ввічнити пам'ять чоловіка, замовила надгробок.
На трикутному п'єдесталі, прикрашеному гірляндами, стоять три грації, або три чесноти. Вони підтримують золочену чашу, у якій спочиває серце Генріха П. Традиція окремого поховання тіла, нутрощів і серця встановилася у Франції в Середні віки.
Три жінки, напівбогині, немов ведуть невидимий танець, торкаючись одна одної витонченими руками з тонкими довгими пальцями. Одяг, що облягає, лише підкреслює досконалість форм, струменіючи складки тунік надають композиції особливого ефекту. Правильні, дихаючі внутрішнім зачаруванням обличчя дещо прохолодні, немов чиста краса. Композиція цієї скульптури подібна до малюнка школи Рафаеля. Зв'язок цього добутку з мистецтвом Фонтенбло безсумнівний. Постаті грацій мають вишукані, дещо подовжені пропорції. Римські драпірування перероблені в дусі цієї школи. Однак цілісність композиції, велике почуття гармонії, вільна граціозність рухів і тонкість виконання дозволяють поставити цю річ за художніми якостями набагато вище здобутків школи Фонтенбло. 

### Сімейна усипальниця Генріха ІІ і Катерини Медічі
Був також підготовлений проект каплиці, знаменитої ротонди Валуа в абатстві Сен-Дені. Катерина Медічі вирішила зробити каплицю сімейною усипальницею. Для керівництва будівництвом запрошується італійський художник Приматиччо. Після його смерті в 1570 році будівництво продовжив Батиста Андруа ді Серсо. Упродовж десяти років основні скульптурні роботи виконував Пілон, який на той час вже мав власну майстерню. Ротонда будувалася довго, але так і залишилася незакінченою. 
Надгробок установили в центральній частині будівлі, розділеної трьома рядами корінфських колон. Перед уклінними фігурами Генріха ІІ і королеви Катерини Медічі лежать скульптурні зображення мертвих монархів-подружжя, які виконані з абсолютною точністю. 
Композиція прикрашена дванадцятьма колонами й таким же числом пілястр, що піднімаються на цоколі-п'єдесталі. У кутах розміщені статуї, що символізують чотири чесноти: Справедливість, Силу, Помірність, Розсудливість. Достовірних відомостей про приналежність їх Пілону немає, але стиль і манера свідчать про це. 
Пілон концентрує увагу не на уклінних пишно одягнених фігурах королівської пари, а на зображеннях короля й королеви, що лежать на смертному одрі. Їхні напівголі фігури сповнені глибоким драматизмом. Реалістична достовірність вигляду його персонажів придає ще більшу переконливість і гостроту скорботній тональності образів Генріха ІІ і Катерини Медічі. 

## Барельєфні роботи
Певну змістовну роль несуть чотири барельєфи з білого мармуру, розташованих по сторонах цоколя композиції, що алегорично зображують Віру, Надію, Милосердя й Добрі діяння. Тут Пілон виступає як великий майстер барельєфа. Скульптора в них захоплює конкретність, життєвість образів. Майстер прагне до повного розкриття вигляду людини, свого сучасника. 
У старому бенедиктинському абатстві, у Мане в церкві Нотр-Дам де ла Кутюр перебуває один із найкращих здобутків Пілона – біломармурова статуя Богоматері з дитиною. Вона передбачалася для прикраси головного вівтаря каплиці в абатстві Сен-Дені. 
Діва Марія стоїть у природній позі з дитиною Ісусом на руках. Скульптура дуже зворушлива. Обличчя Марії відсторонене від усього земного й суєтного. Вона напрочуд природна у своєму горі, знаючи про трагічну долю того, хто спочиває в неї на руках.
У своїх зрілих здобутках Пілон, що домігся впливу при дворі, звільняє скульптуру від підлеглої декоративної ролі в архітектурному ансамблі. З власної волі архітектор уникає пишності й помпезності, працюючи над гробницями кардинала Рене де Бірага (1583-1585) і Валентини Бальбіані (1583). Бронзова статуя кардинала відтворює образ людини розумної, але грубої й деспотичної. Навіть молитва не пом'якшує вираз його обличчя. Однак не може не зворушувати реалістична глибина образів всесильного кардинала і його дружини Валентини Бальбіані. 
Це одна із найкращих скульптур XVI століття. Ретельно пророблені найдрібніші деталі, відчувається різка й упевнена рука майстра, який досяг досконалості. 

## Майстер портрета
Пілон створив реалістичні за своєю суттю портрети людей, що жили в XVI столітті й продемонстрував тут свою високу майстерність.
Так, у портреті Генріха ІІ, увінчаного лавром, у залізному панцирі, з кольє ордена Сен-Мішеля на грудях – важливість і значущість. Скульпторові вдається додати правильному обличчю відтінок награної лагідності й спокою. Досить ретельно виконані деталі, прикраси, складки, пещені борода й вуси. Відчувається холодний, деспотичний характер короля. 
У погрудді Карла ІХ кожен помітить нерішучість і нещирість. Непокрита голова, гостра борідка, прикрашений багатим різьбленим декором панцир, кольє й важкі складки манто, виснажене й спустошене обличчя. 
А портрет вождя католиків Жана де Марвійе, єпископа Орлеанського, що в 1568 році став канцлером Франції, виконаний скрупульозно, можливо з посмертної маски. Закриті очі, загострені риси обличчя, що уже відзначені печаткою смерті. 
Пілон показав світові повну й нещадну правду про королів, їх придворних, князів церкви. Помер Пілон в 1590 році.

## Галерея зображень

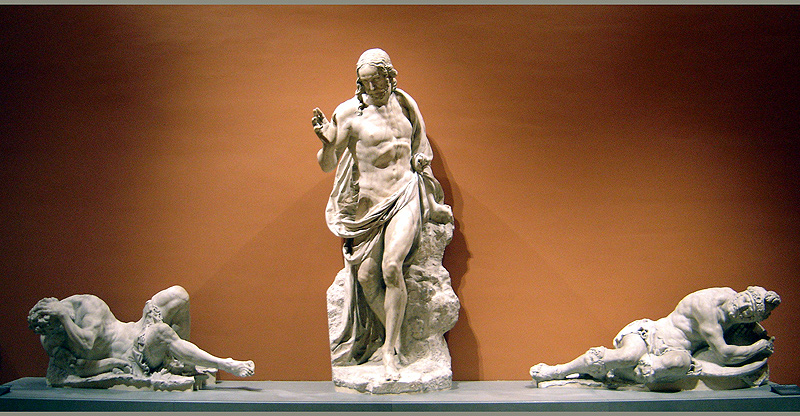
Воскресіння Христа. Лувр, Франція